# Cláudio Luiz Rodrigues Parisi Leonel
Cláudio Luiz Rodrigues Parisi Leonel (Guarulhos, 28 januari 1997) – kortweg Claudinho – is een Braziliaans voetballer.

## Geschiedenis
Claudinho begon bij de jeugd van Santos en maakte in 2015 de overstap naar Corinthians. Met deze club werd hij in 2015 landskampioen, hoewel hij dat seizoen enkel op de bank zat. In 2016 maakte hij zijn profdebuut, maar hij werd al snel uitgeleend aan Bragantino, dat in de Série B speelde. In 2017 werd hij tijdens het Campeonato Paulista uitgeleend aan Santo André, waarvoor hij vier keer kon scoren, waaronder tegen moederclub Corinthians. In 2017 maakte hij de overstap naar het kleinere Ponte Preta en werd ook daar uitgeleend aan Red Bull Brasil en Oeste. Na de fusie tussen Red Bull Brasil en Bragantino ging hij voor het nieuwe Red Bull Bragantino spelen, waar hij een sleutelspeler werd en er mee voor zorgde dat de club kampioen werd in de Série B. In 2020 werd hij topschutter van de Série A. Hij verlengde er zijn contract tot 2024, maar nadat hij goud won op de Olympische Spelen maakte hij een transfer naar het Russische Zenit.